# Râul Drăchicova
Râul Drăchicova este un curs de apă, afluent al râului Gubandru. 